# Ludvig Sylow
 Der er flere personer med dette navn, se Ludvig Sylow (DBU).
Peter Ludvig Meidell Sylow (født 12. december 1832 i Kristiania, død 7. september 1918 sammesteds) var en norsk matematiker.
Han blev student 1850 og realkandidat 1856. I hele 40 år, fra 1858 til 1898, beklædte han den beskedne stilling som overlærer i matematik og naturfag ved Fredrikshalds Latinskole; først i det sidstnævnte år udnævntes han, 66 år gammel, til ekstraordinær professor i matematik ved Kristiania Universitet. Sylows sjældne evner røbede sig straks ved hans komme til universitetet, hvortil han allerede fra skolen medbragte kundskaber langt uden for den elementære matematik. 1853 vandt han Kronprinsens Guldmedalje for et emne fra gnomonikken. Hans studieår faldt i Ole Jacob Brochs mest energiske universitetsperiode, og han blev blandt andet indført i Carl Gustav Jacob Jacobis fundamentale arbejder over elliptiske funktioner (Fundamenta nova). Som kandidat fandt han imidlertid endnu større behag i Niels Henrik Abels arbejder, som få samtidige matematikere var så gammel og dyb kender af som han. Sylow var en af de første, som trængte ind i Évariste Galois' gruppeteori, hvor mangt og meget endnu var uudforsket. Efter en stipendierejse til Berlin og Paris 1861 holdt han et år 1862-63 de matematiske forelæsninger ved universitetet under Brochs fravær i udlandet og behandlede derunder også Galois' substitutionsgrupper. Blandt hans tilhørere sad da den unge Sophus Lie, i hvis lod det senere faldt at bygge en så mærkelig ny videnskab på grundlag af disse ideer.
Af sine undersøgelser og opdagelser havde Sylow kun publiceret yderst lidt. I 1860 havde han ved naturforskermødet i København fremlagt en gedigen tolkning af en kun i brudstykker redigeret mærkelig ligningsteoretisk afhandling af Abel. Den findes nu blandt noterne til Abels Œuvr. compl. nouv. éd. Først 1872 offentliggjorde Sylow i Alfred Clebschs Math. Ann. i en lille afhandling på ti sider, "Theorémes sur les groupes de substitutions", sine vigtigste opdagelser inden for gruppeteorien. Den berømte franske substitutionsteoretiker Camille Jordan, som var på rejse i Norge, blev af Lie bragt sammen med Sylow, og fattede en levende interesse for det siden såkaldte Sylow'ske teorem. I sine særskilte afhandlinger, der dog kun er få i antal, har Sylow dels yderligere behandlet det samme emne, dels beskæftiget sig med de elliptiske funktioner. Sylows hovedarbejde ved siden af afhandlingen af 1872 er imidlertid den af ham i forening med Lie på offentlig foranstaltning besørgede ny udgave af Abels samlede skrifter: Forarbejderne og udgivelsen tog otte år, hvori han kun delvis havde permission fra sin lærergerning. Fortrinnene ved den ny udgave, hvori en mængde af Abels arbejder er dels forsynede med fortrinlige Kommentarer, dels for første gang fremdragne af manuskripterne, hvor de hidtil havde ligget uforståede, skyldes i det væsentlige Sylows grundighed og lærdom.
Sylow havde et par gange i sin ungdom en kort tid udsigt til professorstillingen ved universitetet, hvor han absolut fra første stund af havde hørt hjemme; men tidernes ugunst lod ham ubemærket i sit fædreland, da hans navn allerede var vidt kendt uden for Norge. Københavns Universitet kreerede ham til æresdoktor 1894. Ved hundredårsjubilæet for Abels fødsel 1902 gav han dels i festskriftet, dels i sin tale ved den officielle fest en karakteristik af sin store forgænger, som af alle de forskellige landes berømte matematikere, der var mødt sammen, hilsedes som den, der vil stå som den blivende.

## Tillidshverv og udmærkelser
- H.K.H. Kronprinsens gullmedalje 1853
- Det Norske Videnskaps-Akademi, indvalgt 1868
- Korresponderende medlem af videnskabsakademiet i Göttingen
- Æresdoktor ved Københavns Universitet 1894
- Redaktør af Acta Mathematica fra 1894